# شلیان بالا
شلیان بالا (به ترکی آذربایجانی: Yuxarı Şilyan) یک منطقهٔ مسکونی در جمهوری آذربایجان است که در شهرستان اوجار واقع شده‌است. شلیان بالا ۴٬۲۶۳ نفر جمعیت دارد.